# Omvalbrug
De Omvalbrug, brug nr. 429,  is een hefbrug tussen de Amsterdamse wijken Watergraafsmeer en Overamstel. De brug ligt vlak bij het Amstelstation en is gelegen in de Spaklerweg en voert over de Weespertrekvaart naast de hooggelegen spoor en metrobaan.
De brug stamt uit 1953 maar kwam voor het verkeer pas in gebruik na de opening van de Spaklerweg. Het ontwerp was van Piet Kramer. Het zou een van de laatste bruggen van zijn hand zijn, voordat hij bij Dienst der Publieke Werken vertrok. De brug is daarmee tevens een van de laatste bruggen in de Amsterdamse School-stijl. Op de brug bevindt zich aan beide kanten een voet- en fietspad. De brug heeft een vrij sobere leuning met metalen platen. Aan de oostzijde, aan de kant van de spoorbaan, bevindt zich het brugwachtershuisje waar voetgangers met een trap naar beneden naar het lager gelegen maaiveld kunnen lopen. Op de drie andere hoeken van de brug (aan het eind van de balustrades) zijn zitjes gemaakt, ook een karakteristiek van Kramer.
De in 1911 door de Zuidergasfabriek ingestelde veerdienst over de Amstel, die in 1927 door de gemeente werd overgenomen, werd opgeheven twee jaar na de opening van de Utrechtsebrug in 1954 bij de komst van de brug.
Behalve een nachtbus van het GVB rijdt er geen openbaar vervoer over de brug.
De brug is vernoemd naar de nabijgelegen Omval, een landtong in de Amstel.

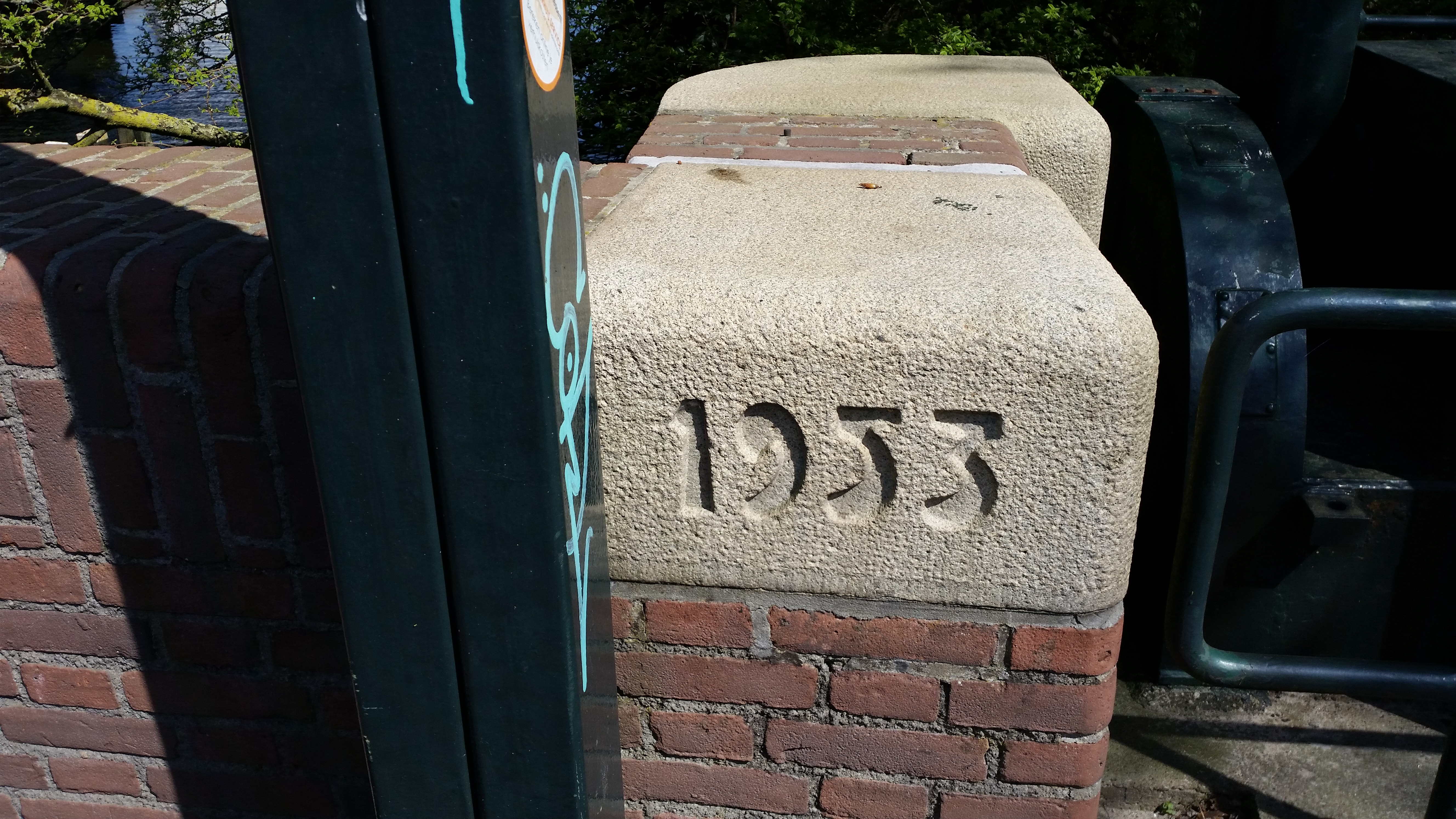
Jaarsteen aan de zuidoostkant van de brug

<<< · 400 · 401 · 402 · 403 · 404 · 405 · 406 · 407 · 408 · 409 · 410 · 411 · 413 · 414 · 415 · 416 · 417 · 418 · 419 · 420 · 421 · 422 · 423 · 424 · 425 · 427 · 429 · 430 · 431 · 432 · 433 · 434 · 435 · 436 · 437 · 438 · 439 · 440 · 441 · 442 · 443 · 444 · 445 · 446 · 447 · 448 · 449 · 450 · 451 · 452 · 453 · 454 · 455 · 456 · 457 · 458 · 459 · 460 · 461 · 462 · 463 · 464 · 465 · 466 · 469 · 470 · 471 · 472 · 473 · 474 · 475 · 476 · 478 · 479 · 480 · 482 · 483 · 485 · 486 · 487 · 488 · 489 · 490 · 491 · 492 · 493 · 494 · 495 · 496 · 497 · 499 · >>>
Brugnummers 412, 426, 428, 467, 468, 477, 481, 484 en 498 zijn niet (meer) vergeven.